# قصر مونريبوس

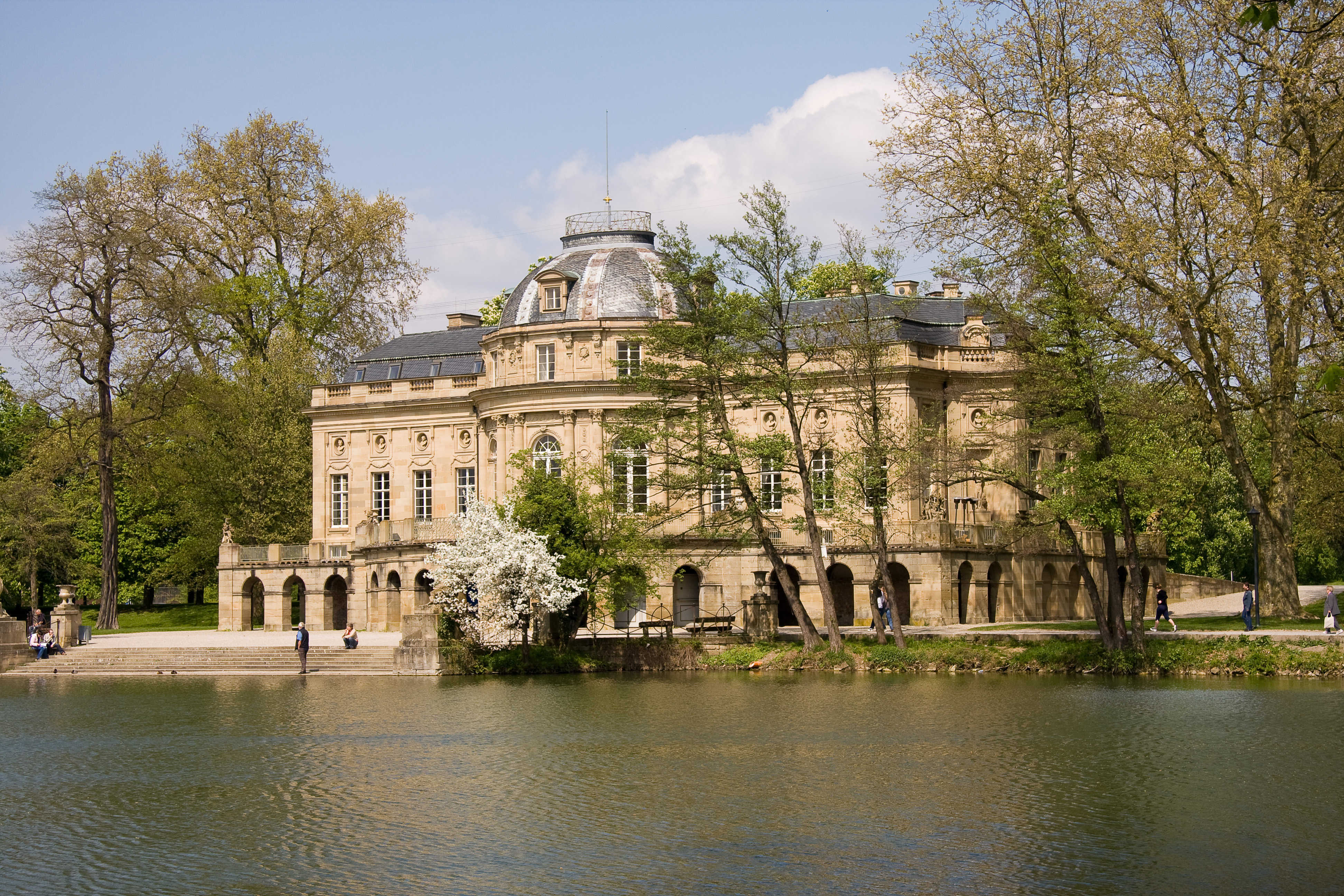
منظر بجانب بحيرة مونريبوس

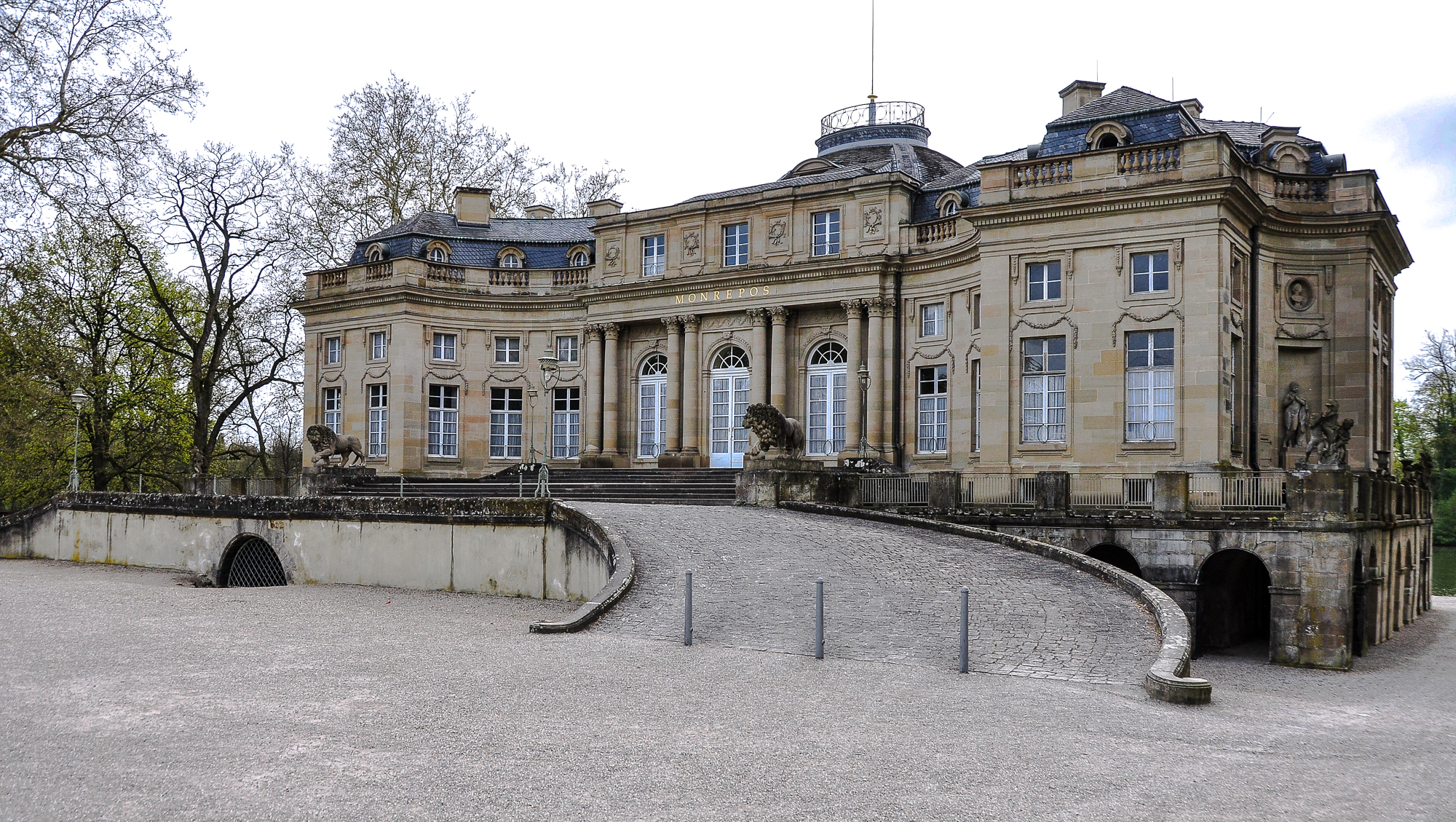
منظر من جانب الحديقة

مونريبوس هو قصر يقع على ضفاف بحيرة في لودفيجسبورج، ألمانيا . على الرغم من أنه بعيد جدًا ومنفصل تقريبًا عن قصر المفضلة وقصر لودفيجسبورج، إلا أنه متصل ببقية الأراضي من خلال مسارات للمشاة. وهو أحد القصرين الصغيرين في العقار، إلى جانب القصر الرئيسي. أما الأصغر منها فكانت تستخدم كنزل للصيد .
من بين القصور الثلاثة، هذه هي الوحيدة التي لا تزال مملوكة للعائلة المالكة في فورتمبيرغ بعد الإطاحة بها في عام 1918. الآن، أصبح جزء كبير من الأراضي المملوكة للقطاع الخاص المحيطة بمونريبوس ملعبًا للغولف مكونًا من 18 حفرة،  على عكس الجزء المملوك للدولة، والذي يتكون من المتنزهات والمتاحف.
منذ القرن السادس عشر، كان دوقات فورتمبيرغ يستمتعون بالصيد على طول بحيرة إيجلوشهايمر. عام 1714 أمر الدوق إيبرهارد لودفيج ببناء جناح مثمن الشكل، ("بيت البحيرة الصغير (بالالمانية:Seehäuslein)")، على الشاطئ الشمالي.

## روابط خارجية
- Monrepos – information webpage